# 稲川組と東声会の対立事件
稲川組と東声会の対立事件（いながわぐみととうせいかいのたいりつじけん）とは、昭和38年（1963年）夏の終わりに起った稲川組（後の稲川会。組長は稲川角二で、後の稲川聖城）と東声会（後の東亜会。会長は町井久之で、本名は鄭建永）の暴力団対立事件。

## 稲川組と東声会の対立事件の経緯
昭和38年（1963年）夏の終わり、東京都港区赤坂の「ホテルニュージャパン」地下の高級ナイトクラブ「ニューラテンクォーター」で、稲川組（後の稲川会。組長は稲川角二で、後の稲川聖城）幹部・井上喜人が、東声会（後の東亜会）・町井久之会長（本名は鄭建永）に対して、「町井君」と声をかけた。町井は立腹して、井上に対して「君呼ばわれする覚えはない」と言った。井上の若衆が町井を襲おうとしたが、井上によって止められた。井上は町井に「いずれ話をつける」と言って、若衆とともにニューラテンクォーターを出た。
同日、井上は神奈川県湯河原の旅館「のぞみ旅館」に入り、稲川組組員に招集をかけた。
井上が稲川組組員に招集をかけた翌日午前0時すぎ、のぞみ旅館の大広間に、長谷川春治、森田一家・森田祥生総長、横須賀一家・石井隆匡総長、山川修身（本名は沈敬変）ら稲川組組員150人が集結した。井上は稲川組組員150人に対して東声会と全面戦争に入ることを宣言した。長谷川は井上に「東声会と抗争することを稲川角二は了解したのか」と尋ねた。それを受けて井上は稲川から抗争の了解を貰うために湯河原へと向かった。
この時、稲川角二と五代目山崎家一家・横山新次郎総長（稲川角二と横山新次郎の2人が、五代目山崎家一家総長だった）は、湯河原の錬成道場で横綱の大鵬とプロレスラーの力道山を招いて素人相撲大会を開催していた。
翌日、井上は道場内において稲川に東声会との抗争の了解を求めたが了解されなかった。稲川の実質的な親分は右翼活動家の児玉誉士夫であり、町井は児玉の側近だったからだった。横山は稲川に井上を破門するように勧めた。
同日午後9時、児玉は稲川と町井を東京都世田谷区等々力の自邸に呼んだ。町井は稲川に歯向かう気がないことを告げ、稲川は井上の非礼を詫びた。
同日、横浜市の「横浜ホテル」の一室で、横山は森田に「稲川が井上を破門しないのならば井上を殺害するように」と指示した。
その後、稲川は大船にある横山の自宅において、横山に「井上を破門ではなく堅気にさせる」ことを提案し、了承された。
その後、横浜ホテルの一室において稲川は井上にヤクザからの引退を迫った。それを受けて井上はヤクザから引退したものの、彼の若衆および舎弟は全員稲川組に残った。